# Dombasle-devant-Darney
Dombasle-devant-Darney – miejscowość i gmina we Francji, w regionie Grand Est, w departamencie Wogezy.
Według danych na rok 1990 gminę zamieszkiwało 110 osób, a gęstość zaludnienia wynosiła 13 osób/km² (wśród 2335 gmin Lotaryngii Dombasle-devant-Darney plasuje się na 935. miejscu pod względem liczby ludności, natomiast pod względem powierzchni na miejscu 711.).